# Minken Fosheim

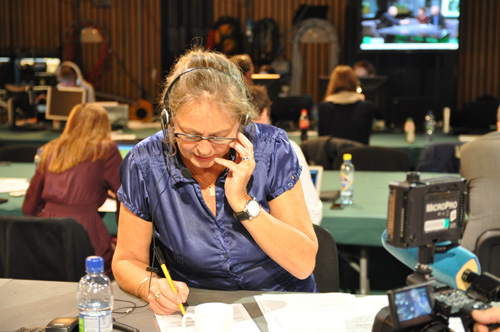
Minken Fosheim (2011)

Minken Fosheim, eigentlich Birte Fosheim Wienskol (* 20. März 1956 in Oslo; † 7. Juni 2018 ebenda) war eine norwegische Schauspielerin und Kinderbuchautorin.

## Leben
Ab Ende der 1970er Jahre wirkte Minken Fosheim zunächst in Literaturverfilmungen mit, die der staatliche norwegische Fernsehsender NRK ausstrahlte. So übernahm sie Hauptrollen in den Ibsen-Dramen Die Frau vom Meer (1979) und Baumeister Solness (1981). Auch in Filmen, denen Romane der norwegischen Autorin Nini Roll Anker zugrunde lagen, war sie mehrfach zu sehen, z. B. in Kvinnen og den svarte fuglen, 1982 (Die Frau und der schwarze Vogel). Bereits 1983 wurde sie erstmals für eine schwedische Produktion gebucht: in dem von Lasse Glomm nach einer Vorlage von Espen Haavardsholm inszenierten Spielfilm Svarta fåglar (Schwarze Vögel) verkörperte sie eine Nebenrolle.
International bekannter wurde sie 1999, als sie in dem Film Sofies Welt (nach dem gleichnamigen philosophischen Roman von Jostein Gaarder) die Rolle von Hildes Mutter übernahm. Im selben Jahr spielte sie in dem erfolgreichen Kinderfilm Tsatsiki – Tintenfische und erste Küsse eine norwegische Lehrerin.
1992 eröffnete sie im Osloer Stadtteil Homansbyen ein eigenes Kinder- und Jugendtheater unter dem Namen Minkens barne- og ungdomsteater. Im skandinavischen Raum erlangten auch die Kinderbücher von Minken Fosheim Bekanntheit. In ihnen versuchte sie auf märchenhafte Weise, Kindern das Leben und die Musik von Komponisten und Solisten wie Mozart, Beethoven, Grieg, Vivaldi oder Ole Bull näherzubringen. Den Büchern waren jeweils CDs mit ausgewählten Werken der Musiker beigegeben. 1996 wurde sie mit dem Kinder- und Jugendbuchpreis des Riksmålsforbundet ausgezeichnet.
Anfang 2018 entdeckte man bei Fosheim einen neuroendokrinen Tumor. Trotz medizinischer Behandlung starb sie am 7. Juni 2018 im Kreis ihrer Familie an den Folgen der Krankheit.

## Filmografie (Auswahl)
- 1979: Die Frau vom Meer (Fruen fra havet), Regie: Per Bronken
- 1981: Baumeister Solness (Bygmester Solness), Regie: Terje Mærli
- 1982: Die Frau und der schwarze Vogel (Kvinnen og den svarte fuglen), Regie: Eli Ryg
- 1983: Schwarze Vögel (Svarta fåglar), Regie: Lasse Glomm
- 1985: Etwas ganz anderes (Noe helt annet), Regie: Morten Kolstad
- 1989: Eine Handvoll Zeit (En håndfull tid), Regie: Martin Asphaug
- 1999: Sofies Welt (Sofies verden), Regie: Erik Gustavson
- 1999: Tsatsiki – Tintenfische und erste Küsse (Tsatsiki, morsan och polisen), Regie: Ella Lemhagen
- 2001: Tsatsiki – Freunde für immer (Tsatsiki – vänner för alltid), Regie: Eddie Thomas Petersen
- 2002: Dina – Meine Geschichte (Jeg er Dina), Regie: Ole Bornedal
- 2011: Knerten in der Klemme (Knerten i knipe), Regie: Arild Østin Ommundsen

## Werke
- Eventyret om Mozart (1996)
- Eventyret om Beethoven (1997)
- Eventyret om Grieg (1998)
- Eventyret om Tsjaikovskij (1999)
- Eventyret om Vivaldi (2000)
- Eventyret om Ole Bull (2003)
- Eventyret om Bach (2005)